# Cynthia Viteri
Pour les articles homonymes, voir Viteri.
Cynthia Fernanda Viteri Jiménez de Villamar, née le 19 novembre 1965 à Guayaquil, est une avocate, journaliste et femme politique équatorienne, membre du Parti social-chrétien et maire de Guayaquil de 2019 à 2023.
Elle est notamment proche de León Febres-Cordero, ancien président du pays.
Le 15 octobre 2006, elle participe à l'élection présidentielle équatorienne, et obtient 525 728 votes, soit 9,63 % des votes exprimés.
Elle remporte les élections municipales de Guayaquil en 2019. En octobre 2019, dans un contexte de manifestations contre le président Lenín Moreno, elle fait fermer le pont donnant accès à la ville pour interdire le passage aux manifestants.